# Francis Kerbiriou
Francis Kerbiriou (* 11. März 1951 in Rennes) ist ein ehemaliger französischer Sprinter, der sich auf den 400-Meter-Lauf spezialisiert hatte.

## Sportliche Erfolge
Seinen größten sportlichen Erfolg feierte Kerbiriou bei den Olympischen Spielen 1972 in München, als er gemeinsam mit Gilles Bertould, Daniel Roger Vélasquez und Jacques Carette die Bronzemedaille in der 4-mal-400-Meter-Staffel gewann. In nationaler Rekordzeit von 3:00,65 min musste sich das französische Quartett nur den Teams aus Kenia (2:59,83 min) und aus dem Vereinigten Königreich (3:00,46 min) geschlagen geben.
Kerbiriou nahm ebenfalls an der Einzelkonkurrenz über 400 m teil, schied aber im Viertelfinale aus. Sein Start bei den Olympischen Spielen 1976 in Montreal verlief weniger erfolgreich, da er sowohl im Einzel als auch der Staffel bereits in der ersten Runde ausschied.
1972 und 1975 war Kerbiriou französischer Meister im 400-Meter-Lauf.
Francis Kerbiriou ist 1,78 m groß und wog in seiner aktiven Zeit 66 kg.

## Persönliche Bestleistung
- 400 m: 46,01 s, 23. Juli 1972, Colombes